# 津桥街道
津桥街道，是中华人民共和国辽宁省沈阳市大东区下辖的一个乡镇级行政单位， 是大东区政府所在地。

## 行政区划
津桥街道下辖以下地区：
德增社区、百乐社区、锦绣社区、大华社区、五月社区、河畔社区、荣乐社区和中学堂社区。